# Isar Aerospace
Isar Aerospace is een Duits ruimtevaartbedrijf.

## Geschiedenis
Isar Aerospace werd in 2018 opgericht door studenten ruimtevaarttechniek van de Technische Universiteit München, met durfkapitaal van onder andere SpaceX en Bulent Altan.
In juni 2024 haalde Isar Aerospace 65 miljoen euro op bij zes investeerders waaronder de NATO, waarmee hun totale kapitaal boven de 400 miljoen kwam.
In Juni 2025 maakten ze een kapitaalverhoging van 150 miljoen euro bekend. De investering in de vorm van Converteerbare obligatie komt van de Amerikaanse investeerder Eldridge Industries.

## Producten

### Spectrum
Isar Aerospace ontwikkelt anno 2024 een tweetraps raket genaamd Spectrum, ontworpen om maximaal 1 ton aan lading in lage banen om de aarde te kunnen vervoeren.
Isar Aerospace is van plan om 80% van de raket zelf te produceren, voornamelijk met behulp van technologie van de technologiebedrijven in de omgeving van München. Bijzonder aan deze raket is dat deze als eerste raket propaan als brandstof gebruikt.
Een eerste poging tot lancering werd op 24 maart 2025 afgeblazen wegens ongunstig lanceerweer. Ook de volgende dagen was het weer ongunstig. Op 30 maart was het weer wel goed. De raket steeg op maar men verloor na 18 seconden tijdens de pitchover-manoeuvre de controle over de raket waarop na ongeveer 30 seconden de motoren werden uitgezet en de raket met een krachtige explosie in zee nabij het lanceerplatform neerstortte.

## Samenwerking
In april 2021 tekende Isar Aerospace een contract met Andøya Space, de uitbater van Andøya Spaceport, om een lanceerplatform te leasen. De deal van 20 jaar stelt het bedrijf in staat om hun Spectrum-raket te lanceren.
In januari 2022 won het bedrijf de Horizon Prize "Low-Cost Space Launch" van de European Innovation Council (EIC), die een subsidie van 10 miljoen euro omvatte.
In juli 2022 maakte Isar Aerospace bekend dat het Franse ruimtevaartagentschap (CNES) de start-up had geselecteerd als eerste particuliere lancering vanuit het Guiana Space Centre, in Frans-Guyana. Het bedrijf zal het lanceerplatform gebruiken dat voorheen door Diamant werd gebruikt.

## Lijst met lanceringen
| Volg nr. | Lanceerdatum en tijd (UTC) | Type raket | Lanceerplaats    | Raketnaam (uitleg naam) | Vracht en klant(en)                                                                               | Bijzonderheden                                  | Uitkomst                         |
| -------- | -------------------------- | ---------- | ---------------- | ----------------------- | ------------------------------------------------------------------------------------------------- | ----------------------------------------------- | -------------------------------- |
| 1        | 30 maart 2025              | Spectrum   | Andøya Spaceport | Going full Spectrum     | zonder lading                                                                                     | eerste vlucht deel van een wedstrijd van de DLR | vlucht na 30 seconden afgebroken |
| 2        |                            | Spectrum   | Andøya           | '                       | 5 vrachten uit Duitsland, Noorwegen en Slovenië                                                   |                                                 | in voorbereiding                 |
| 3        |                            | Spectrum   | Andøya           | '                       | 19 vrachten van opdrachtgevers uit Duitsland, Oostenrijk, Bulgarije, Finland, Noorwegen en Spanje |                                                 | in voorbereiding                 |
| 4        | mid-2026                   | Spectrum   |                  | '                       | ElevationSpace                                                                                    | eerste Aziatische klant                         |                                  |

Verder heeft Isar Aerospace lanceercontracten met Airbus, Spaceflight, Exotrail en D-Orbit. 